# 横纹小头蛇
横纹小头蛇（学名：Oligodon multizonatum）为游蛇科小头蛇属的爬行动物，是中国的特有物种。分布于四川、甘肃等地，发现于四川泸定海拔1400米山脚路边草丛中。该物种的模式产地在四川泸定。